# 칸주루한 스타디움 사고
칸주루한 스타디움 사고 또는 칸주루한 스타디움 비극(인도네시아어: Tragedi Stadion Kanjuruhan)은 2022년 10월 1일 인도네시아 동자와주 칸주루한 스타디움에서 열린 축구 경기 중 발생한 군중 소요사태이다. 인도네시아의 프로 축구 리그인 리가 1의 아레마 FC가 페르세바야 수라바야에게 패한 후 아레마 서포터들이 경기장을 침범, 폭동을 일으켜 경찰과 선수들을 공격하자 이에 대응해 진압 경찰대는 최루탄을 발사했고 이로 인해 경기장에 있던 많은 사람들이 죽거나 다쳤다. 이 사고로 135명이 사망하고 583명이 부상을 당했다.